# Selman Stërmasi
Selman Stërmasi (ur. 9 maja 1908 w Tiranie, zm. 9 października 1976 tamże) – albański piłkarz i trener piłkarski, patron jednego ze stadionów w Tiranie.

## Życiorys
W 1925 roku należał do zarządu towarzystwa Agimi. Wyjechał do Rzymu, gdzie ukończył naukę w Faszystowskiej Męskiej Akademii Wychowania Fizycznego, grał następnie przez dwa lata w klubie AS Roma.
W 1930 roku wrócił do Albanii, dołączając do Sportklubu Tirana, w którym grał i jednocześnie pełnił funkcję trenera do 1938 roku. W 1937 roku został prezesem klubu.
Podczas włoskiej inwazji na Albanię, 8 kwietnia 1939 zorganizował antyfaszystowską demonstrację w Tiranie. W 1944 roku ponownie objął funkcję trenera Sportklubu Tirana, w następnym roku został członkiem rady Federata Shqiptare e Futbollit. W 1946 roku zrezygnował z funkcji trenera na znak protestu przeciwko zmianie nazwy klubu piłkarskiego na 17 Nëntori Tirana.
Zmarł 9 listopada 1976 roku z powodu azotemii w nerkach.

## Upamiętnienie
26 maja 1993 roku na mocy decyzji Rady Miejskiej Tirany doszło do zmiany nazwy Stadionu Dinamo, nazywając go imieniem Selmana Stërmasiego.

## Życie prywatne
Miał żonę Nezihati.